# Greta Alfaro
Greta Alfaro Yanguas (Pamplona, 1977) es una artista visual contemporánea española. Realiza su trabajo en diferentes medios: vídeo, fotografía, instalación y collage, a menudo desde una orientación site-specific. Entre sus obras destacadas El cataclismo nos alcanzará impáviso o En ictu oculi.

## Biografía
Estudió Bellas Artes en la Universidad Politécnica de Valencia (1996-2001); posteriormente en el Colegio de mujeres Randolph-Macon entre 2002-2003 y Master in Fine Arts por el Royal College of Art de Londres (2009-2011).
Ha sido residente en Glynn Vivian Art Gallery en Swansea, Gales, Academia de España en Roma, Casa de Velázquez y Fundación BilbaoArte. Además, ha recibido premios tales como Fundación Cañada Blanch, Generaciones Caja Madrid, Premio El Cultural de Fotografía, y becas como Multiverso de la Fundación BBVA o Beca CAM de Artes Plásticas.
Sus vídeos se han expuesto en festivales como el International Film Festival Rotterdam, el festival Punto de Vista en Pamplona, o los Rencontres Internationales en el Centro Pompidou en París.
En noviembre de 2020, el Museo de Navarra adquirió una de sus video creaciones, “Decimocuarta estación” (41 minutos) realizada en 2019.

## Obra artística
Como artista multidisciplinar, desarrolla su trabajo a través de diferentes medios como la fotografía, el vídeo, el collage o la instalación, que normalmente realiza desde una orientación site-specific. 
El objetivo de la artista a través de sus obras es generar situaciones de apariencia fantástica a través de materiales y espacios cotidianos. Su trabajo quiere hacer reflexionar a partir de elementos contrarios y contemporáneos a temas como lo tradicional o lo paranormal. "Generar pensamiento crítico a través de algo que yo deseo que sea también estéticamente atractivo y entretenido". Por otra parte, Greta no viene de un entorno intelectual, sino de un pueblo con profesiones tradicionales. Por ello, su arte no se centra en una élite educada ni está dirigido a un público intelectual, sino que es accesible a distintos niveles de lectura.
En su obra, la parte estética es muy importante, lo bello y lo que está bien hecho, pero al mismo tiempo le da importancia al tiempo, al momento que la persona se detiene para contemplar la obra. Su reto es crear un balance entre lo bello y el tiempo.  
Entre los temas principales en sus obras se encuentran la religión, la celebración, el desengaño, el rito y la fiesta, la historia y la naturaleza. A través de motivos como los rituales de celebración y utilizando la alegoría como recurso narrativo, crea escenas dramáticas y con teatralidad. Los bodegones o los banquetes también están presentes en sus obras mostrando abundancia, esplendor, magnificencia y exceso.  
Sus referentes y las bases de sus obras son el arte medieval, barroco, el surrealismo y el decadentismo. 
Algunas de sus obras:
In Ictu Oculi fue su primera obra de trabajo en vídeo. La realizó en 2009 y es la obra que más le ha ayudado ya que le impulsó como artista. Consiste en un vídeo y una serie de fotografías inspiradas en la obra barroca In Ictu Oculi de Juan Valdés Leal. El vídeo es un único plano inmóvil de un paisaje con un banquete preparado con detalle. A medida que avanza el vídeo, los buitres, como símbolo de suciedad y muerte, se van acercando a la mesa y arrasan con lo que había en ella dejando el escenario en un caos. Greta de esta forma hace una crítica a la sociedad consumista. Además, quiere señalar que todo se rinde ante la muerte y al destino.
In Praise of The Beast. Casi de forma simultánea a In Ictu Oculi, Greta realizó esta obra. En este caso, el tema principal de la obra gira en torno a la vanitas religiosa, el bien y el mal y lo efímero.Se trata de un paisaje nevado con una tarta en el centro. No hay invitados, solo un jabalí que irrumpe de forma inesperada. Greta critica las reuniones familiares y las celebraciones tradicionales.  
Honor y gloria, obra realizada en 2016 con formato vídeo. Se trata de varias copas de vino tinto colocadas sobre un fondo blanco, que se van destruyendo por disparos.de escopeta. Vuelve a ser una escena tranquila que acaba en caos.  
Solitude. Esta obra consiste en un vídeo en el que el espectador contempla un banquete del que no es partícipe y una babosa aparece para beber el té e irse. La babosa simboliza el pasar lento de la vida pero que acaba igualmente. El vídeo está combinado con la composición musical barroca O Solitude.
Un artilugio muy astuto y engañoso. Se trata de un vídeo grabado por una rata, símbolo de suciedad, en una antigua fábrica recreada como estaba a principios del siglo XX.  De esta manera el espectador no puede acceder a lo que pasó en el pasado si no es a través de la rata, que es la única que ha perdurado de la misma manera en todo este tiempo.

### Exposiciones individuales
- Celebración. Comisariada por Kamen Nedev. Liquidación Total. Madrid, España. (2007).

- Ricorrenza. Comisariada por Alba Braza Boïls. Dryphoto arte contemporáneo. Prato, Italia. (2008)

- En Ictu Oculi. Comisariada por Antonia Gaeta. Carpe Diem Arte e Investigación. Lisboa, Portugal. (2009)

- En Ictu Oculi . Comisariada por Itxaso Mendiluze. Centro Cultural Bastero. Andoaín, España. (2009).

- ELOGIO DE LA BESTIA. Centro de arte contemporáneo Huarte, Pamplona, España. (2010).

- Un artilugio muy astuto y complicado. Un encargo de la Fundación Génesis. Edificio Fish and Coal, Kings Cross, Londres. (2012).

- Invención. Comisariada por Andrea Paasch. Museo Ex Teresa Arte Actual, Ciudad de México. (2012).

- Caed sobre nosotros, y escondednos. Comisariada por Alba Braza Boïls. Bóveda Spazio. Prato, Italia. (2012).

- Elogio de la Bestia. Curada por Juri Yamashita. Una ventana al mundo, MoCA Hiroshima, Japón. (2013).

- Cuarto oscuro europeo. Galería Rosa Santos. Valencia, España. (2014).

- Naturaleza muerta con libros. Comisariada por Eduardo García Nieto. Artium, Museo-Centro Vasco de Arte Contemporáneo, Vitoria. (2014).

- El Cataclismo nos alcanzará impávidos. Galería Rosa Santos. Valencia, España. (2015).

- En Ictu Oculi. Comisariada por John B. Henry. Galería de videos Fleckenstein, Flint Institute of Arts, Michigan, EE. UU. (2015)

- Comedias a honor y gloria. Comisariada por Alba Braza Boïls. Sala La Gallera. Valencia, España. (2016).

- El cataclismo nos alcanzará impávidos. El espejo, comisariada por Scan. Scan Project Space, Londres. (2017).
- Visiones contemporáneas. Comisariada por Playtime Audiovisuales. DA2 - Domus Artium 2002 - Salamanca. España (2022)

### Exposiciones colectivas
- ¡Gran hazaña! Con muertos! Comisariada por Mariano Navarro. Sala Puerta Nueva, Córdoba, España. (2009).
- Bloomberg Nuevos Contemporáneos 2010. Instituto de Arte Contemporáneo de Londres y A Foundation Liverpool. (2010)
- Encuentros Internacionales París/Berlín/Madrid. Centro Pompidou, París, Francia. (2010).
- Ocultar de tus ojos. Comisariada por Eduardo García Nieto. Centro Cultural Bastero, Andoáin, España. (2010).
- La luna y una Sonrisa. Glynn Vivian Art Gallery, Swansea, Gales, Reino Unido. (2017).
- Arco Madrid 2017. Galería Rosa Santos. (2017).
- Arco Madrid 2022. Galería Rosa Santos. (2022).
- Pan Y Circo. Centro de Cultura Contemporánea Condeduque. (2022-23).

### Colecciones
Saatchi, Igal Ahouvi, Yinka Shonibare, Real Academia de España en Roma, Ministerio de Asuntos Exteriores de España, Fundación Génesis, DKV, Fondo de Arte de la Universidad Politécnica de Valencia, Casa de Velázquez, Fundación BilbaoArte, Ayuntamientos de Valencia, Burriana , Puerto Lumbreras y Mislata, Museo de Arte Contemporáneo Florencio de la Fuente.

## Premios y becas
- Real Academia de España en Roma. Financiado por el Ministerio de Asuntos Exteriores de España. (2014)
- Premio Especial Les Rencontres cinématographiques de Cerbère-Portbou, Francia. (2014)
- Premio Especial del Jurado de Cine en el Festival de Cine Erarta Motion Pictures. San Petersburgo, Rusia. (2014)
- Generación 2014. Proyectos de Arte Caja Madrid, España. (2013)
- El Premio James. Feria de Videoarte Imagen en Movimiento, Nueva York. (2013)
- Premio de la Fundación Génesis, Londres. (2009)
- IX Premio de Fotografía para jóvenes artistas El Cultural. Madrid, España. (2009)[7]
- Matadero 08 Movilidad Internacional para artistas del Ayuntamiento de Madrid. (2008)
- Explum Arte Actual 08. Puerto Lumbreras, España. (2008)
- Colegio de mujeres Randolph Macon. Un año de estudios de Bellas Artes. Otorgado por RMWC. Lynchburg VA, Estados Unidos. (2002)